# Scopula sankana
Scopula sankana là một loài bướm đêm trong họ Geometridae.